# جهانتیغ (طایفه)
جهانتیغ (طایفه) یکی از قدیمی‌ترین طوایف سیستانی در استان سیستان و بلوچستان (به ویژه شهرستانهای زابل و زاهدان) است. این طایفه پیشینه خود را از پهلوانان کهن سیستان من‌جمله خاندان سورن می‌دانند. اعضای این طایفه در طول تاریخ سیستان همواره بعنوان لشکریان و شمشیرزنان مشغول به خدمت بوده‌اند. سران طایفه امّا نه تنها جنگاور بلکه همچنین خوانین محلی در سیستان بوده‌اند، قدیمی ترین منبع مکتوب که به این طایفه اشاره دارد کتاب احیاءالملوک است که در آن از جد این طایفه به نام خیرالدین بازگیر به عنوان یکی از بزرگان و پهلوانان نامی سیستان نام برده است، خیرالدین پهلوان فرزند یکی از پهلوانان نامی سیستان به نام بازگیر  (نام این شخص بازگیر بوده و اشاره به قومیت ندارد) می باشد که هم بازگیر و هم خیرالدین در نبرد با امیر تیمور گورکانی در شهر قدیم زرنج (زاهدان کهنه فعلی) پس از نبردی سهمگین کشته می شوند. از آنجاکه سیستان به علت موقعیت خاص جغرافیایی خود همواره مورد هجوم اقوام مختلف بوده است، دو پسر دیگر خیرالدین نیز در نبرد با ازبکان کشته می شوند و از او پسری به نام "بدرالدین" به یادگار می ماند که به عنوان نیای اصلی طایفه جهانتیغ سیستان شناخته میشود. ریشه اکثریت طایفه جهانتیغ فعلی به شخصی به نام کوچک میرسد، کوچک فرزند زلفی فرزند جمال فرزند محمد فرزند بدرالدین فرزند خیرالدین بازگیر. "کوچک" صاحب سه پسر  به نامهای "علی کوچک" و "محمد کوچک" و "عباس" بوده است که نیای اکثر جهانتیغ های فعلی در سراسر ایران (سیستان، زاهدان، خراسان، گلستان و تهران و کرمان) میباشند. به گواه و تصریح کتاب احیاءالملوک اجداد این طایفه(به ویژه خیرالدین بازگیر و فرزندانش) در طول تاریخ از حامیان و وفاداران اصلی خاندان حاکم کیانی سیستان بوده اند مهمترین روستاهای تحت کنترل این طایفه شامل روستای جهانتیغ (پشت شهر زابل)، روستا و تپه باستانی گوری، سه قلعه جهانتیغ، جنگی خون، مستی خون، محمد دادی، روستای زیارت جهانتیغ و نورمحمد جهانتیغ (در پشت آب)، مرادعلی ندام، یارمحمد علم و ... می باشند. گوری کهنه همچنان مقّر حکمرانی خوانین محلی جهانتیغ در دوران صفوی و افشاری بوده و در نزدیکی آن قلعه‌ای متعلق به این طایفه قابل مشاهده است. اما از آنجا که این طایفه، قدمت دارد؛ جهانتیغ ها در استان‌های کرمان(بم و توابع)، فارس، خراسان، گلستان، البرز و ... نیز زندگی می‌کنند 
جهانتیغ نوعی اشتباه ویرایشی از صفت جانتیغ است که بنا به فرضیات سیستان‌شناسان به دلیل تلفظ بسیار شبیه دو واژهٔ جان و جهان در گویش سیستانی به جهانتیغ تغییر پیدا کرده‌است. بنا به روایتی جنگاوران این طایفه در پی لشگرکشی نادرشاه‌افشار به هندوستان و پس از فتح دوباره قندهار مفتخر به دریافت لقب جان‌برتیغ از نادرشاه شد. بعدها جان‌برتیغ به جانتیغ و جهانتیغ تغییر پیدا کرده‌است. البته باید دانست کلمه "جان تیغ" یا "جهان تیغ" ریشه ای بس فراتر از دوران نادری دارد و ریشه در اساطیر و افسانه های ایران باستان دارد. افسانه "جان تیغ و چهل گیس" یکی از افسانه های باستانی ایران زمین بوده و جزئی از فرهنگ شفاهی و اساطیری کشورهای ایران، افغانستان، تاجیکستان، ازبکستان و هندوستان است و حتی در قبل از انقلاب از رادیو ایران نیز پخش شده است، لذا به نظر می رسد باید این فرضیه که نادرشاه این لقب را اعطاء کرده است را رد نمود.
در برخی صفحات مجازی اشاره شده که این طایفه از اعقاب مالک اشتر نخعی هستند که این مطلب هیچگونه سند و مدرک و حتی شواهد ضعیفی نیز ندارد و صرفا یک ادعای بدون مستند تاریخی است و با توجه به قدمت این طایفه در سیستان و زبان آنها که همواره پارسی بوده است،  آنچه که مسلم است جهانتیغ ها از ساکنین تاریخی و باستانی سرزمین سیستان و از بازماندگان سکاها و پارتهای باستان بوده و در همین محل فعلی ساکن بوده اند و از جای دیگری به سیستان مهاجرت نکرده اند.البته همانطور که اشاره شد در دوران معاصر اعضای این طایفه مهاجرتهای زیادی به ویژه به ترکمن صحرا، تهران و کرمان داشته اند. این طایفه در استان گلستان و به ویژه شهرهای آزادشهر، کلاله، علی آباد کتول و گرگان یکی از بیشترین جمعیتهای قومی را دارد و در بسیاری از مناسبات این شهرها تاثیرگذارند. همچنین این طایفه از دوران باستان تاکنون فارس زبان بوده اند و ریشه های قومی یا زبانی دیگری در آنها مشاهده نشده است.